# Grévillers
Grévillers [ɡʁevile] est une commune française située dans le département du Pas-de-Calais en région Hauts-de-France. Ses habitants sont appelés les Grévillois.
La commune fait partie de la communauté de communes du Sud-Artois qui regroupe 64 communes et compte 27 059 habitants en 2021.
La commune est décorée de la croix de guerre 1914-1918.

## Géographie

### Localisation
Localisée dans l'extrême sud-est du département du Pas-de-Calais et limitrophe du département de la Somme, Grévillers est une commune située, à vol d'oiseau, à 2 km à l'est de la commune de Bapaume (aire d'attraction) et à 20 km au sud de la commune d’Arras (chef-lieu d'arrondissement et préfecture du Pas-de-Calais).
Le territoire de la commune est limitrophe de ceux de neuf communes, dont deux, Irles et Pys, dans le département de la Somme.
Les communes limitrophes sont Bihucourt, Ligny-Thilloy, Warlencourt-Eaucourt, Irles, Pys, Achiet-le-Petit, Avesnes-lès-Bapaume, Biefvillers-lès-Bapaume et Achiet-le-Grand.

### Géologie et relief
La superficie de la commune est de 6,35 km2 ; son altitude varie de 108  à   136 mètres.

### Hydrographie
La commune est située dans le bassin Artois-Picardie. Elle n'est drainée par aucun cours d'eau,.

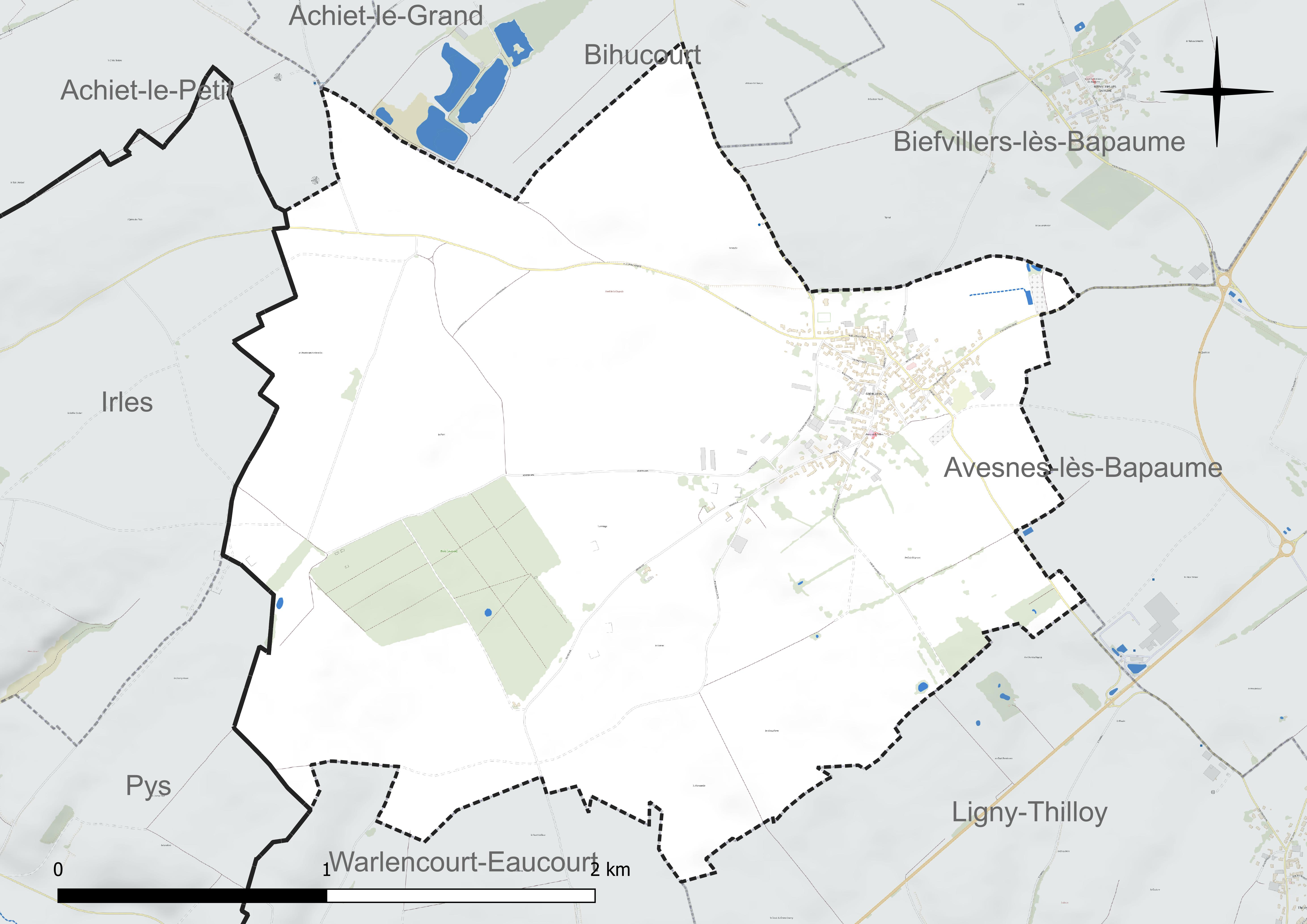
Réseau hydrographique de Grévillers.

### Climat
Pour des articles plus généraux, voir Climat des Hauts-de-France et Climat du Pas-de-Calais.
En 2010, le climat de la commune est de type climat océanique dégradé des plaines du Centre et du Nord, selon une étude du CNRS s'appuyant sur une série de données couvrant la période 1971-2000. En 2020, Météo-France publie une typologie des climats de la France métropolitaine dans laquelle la commune est exposée à un climat océanique et est dans la région climatique Nord-est du bassin Parisien, caractérisée par un ensoleillement médiocre, une pluviométrie moyenne régulièrement répartie au cours de l'année et un hiver froid (3 °C).
Pour la période 1971-2000, la température annuelle moyenne est de 9,9 °C, avec une amplitude thermique annuelle de 14,6 °C. Le cumul annuel moyen de précipitations est de 762 mm, avec 11,7 jours de précipitations en janvier et 9,1 jours en juillet. Pour la période 1991-2020, la température moyenne annuelle observée sur la station météorologique la plus proche, située sur la commune de Wancourt à 16 km à vol d'oiseau, est de 10,8 °C et le cumul annuel moyen de précipitations est de 711,4 mm,. Pour l'avenir, les paramètres climatiques de la commune estimés pour 2050 selon différents scénarios d'émission de gaz à effet de serre sont consultables sur un site dédié publié par Météo-France en novembre 2022.

### Paysages
Pour un article plus général, voir Paysage en France.
La commune est située dans le paysage régional des grands plateaux artésiens et cambrésiens tel que défini dans l'atlas des paysages de la région Nord-Pas-de-Calais, conçu par la direction régionale de l'Environnement, de l'Aménagement et du Logement (DREAL),. Ce paysage régional, qui concerne 238 communes, est dominé par les « grandes cultures » de céréales et de betteraves industrielles qui représentent 70 % de la surface agricole utilisée (SAU).

### Milieux naturels et biodiversité

#### Espèces faunistiques et floristiques
Le site de l'Inventaire national du patrimoine naturel (INPN) recense 299 espèces faunistiques et floristiques sur le territoire de la commune dont 51 protégées et 20 taxons (espèces et sous-espèces) menacées et quasi-menacées.

## Urbanisme

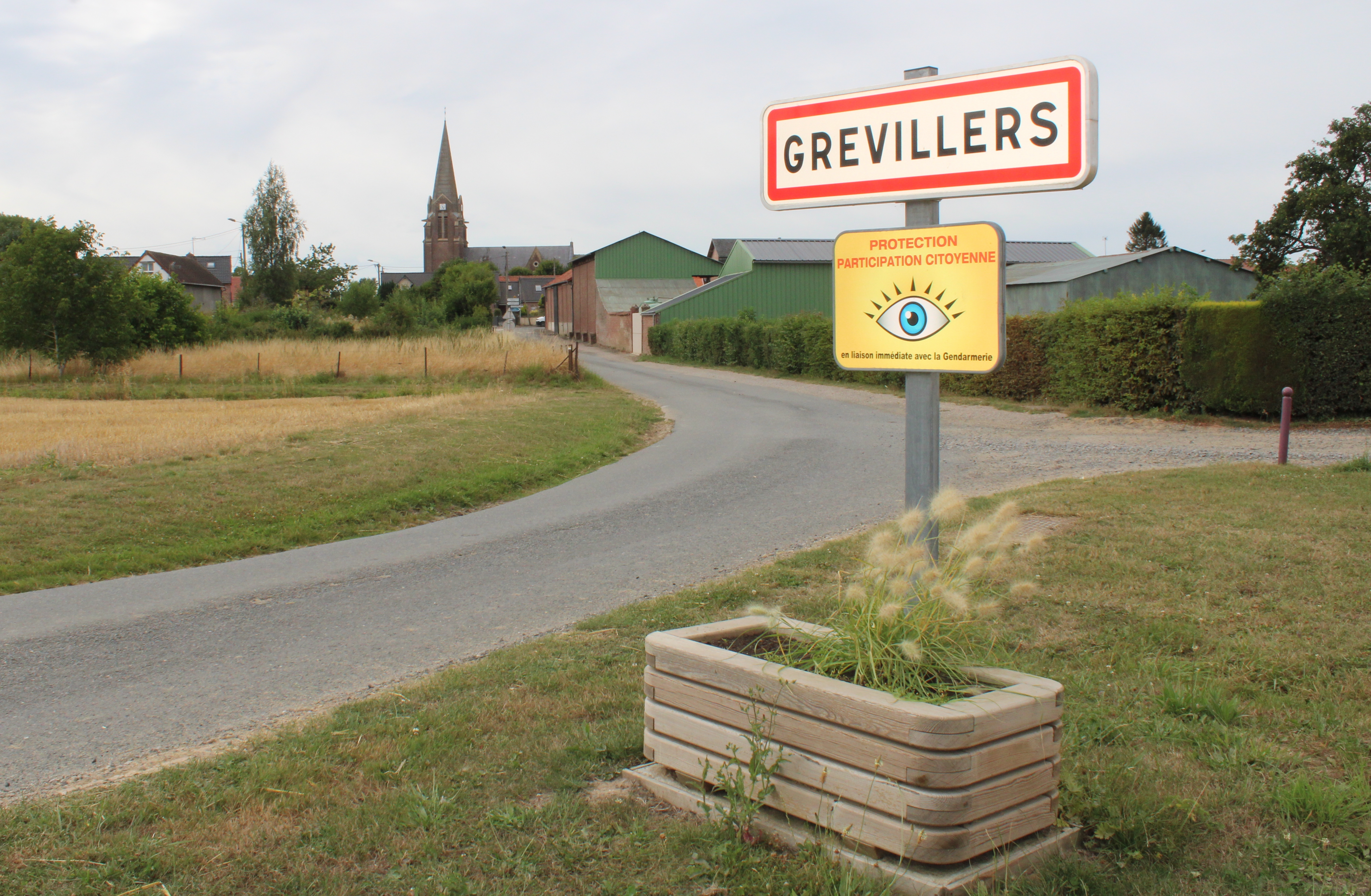
Une entrée de la commune.

### Typologie
Au 1er janvier 2024, Grévillers est catégorisée commune rurale à habitat dispersé, selon la nouvelle grille communale de densité à sept niveaux définie par l'Insee en 2022.
Elle est située hors unité urbaine. Par ailleurs la commune fait partie de l'aire d'attraction de Bapaume, dont elle est une commune de la couronne,. Cette aire, qui regroupe 21 communes, est catégorisée dans les aires de moins de 50 000 habitants,.

### Occupation des sols
L'occupation des sols de la commune, telle qu'elle ressort de la base de données européenne d'occupation biophysique des sols Corine Land Cover (CLC), est marquée par l'importance des territoires agricoles (87 % en 2018), une proportion sensiblement équivalente à celle de 1990 (86,7 %). La répartition détaillée en 2018 est la suivante :
terres arables (78,9 %), prairies (8,1 %), forêts (6,6 %), zones urbanisées (6,3 %), zones industrielles ou commerciales et réseaux de communication (0,1 %). L'évolution de l'occupation des sols de la commune et de ses infrastructures peut être observée sur les différentes représentations cartographiques du territoire : la carte de Cassini (XVIIIe siècle), la carte d'état-major (1820-1866) et les cartes ou photos aériennes de l'IGN pour la période actuelle (1950 à aujourd'hui).

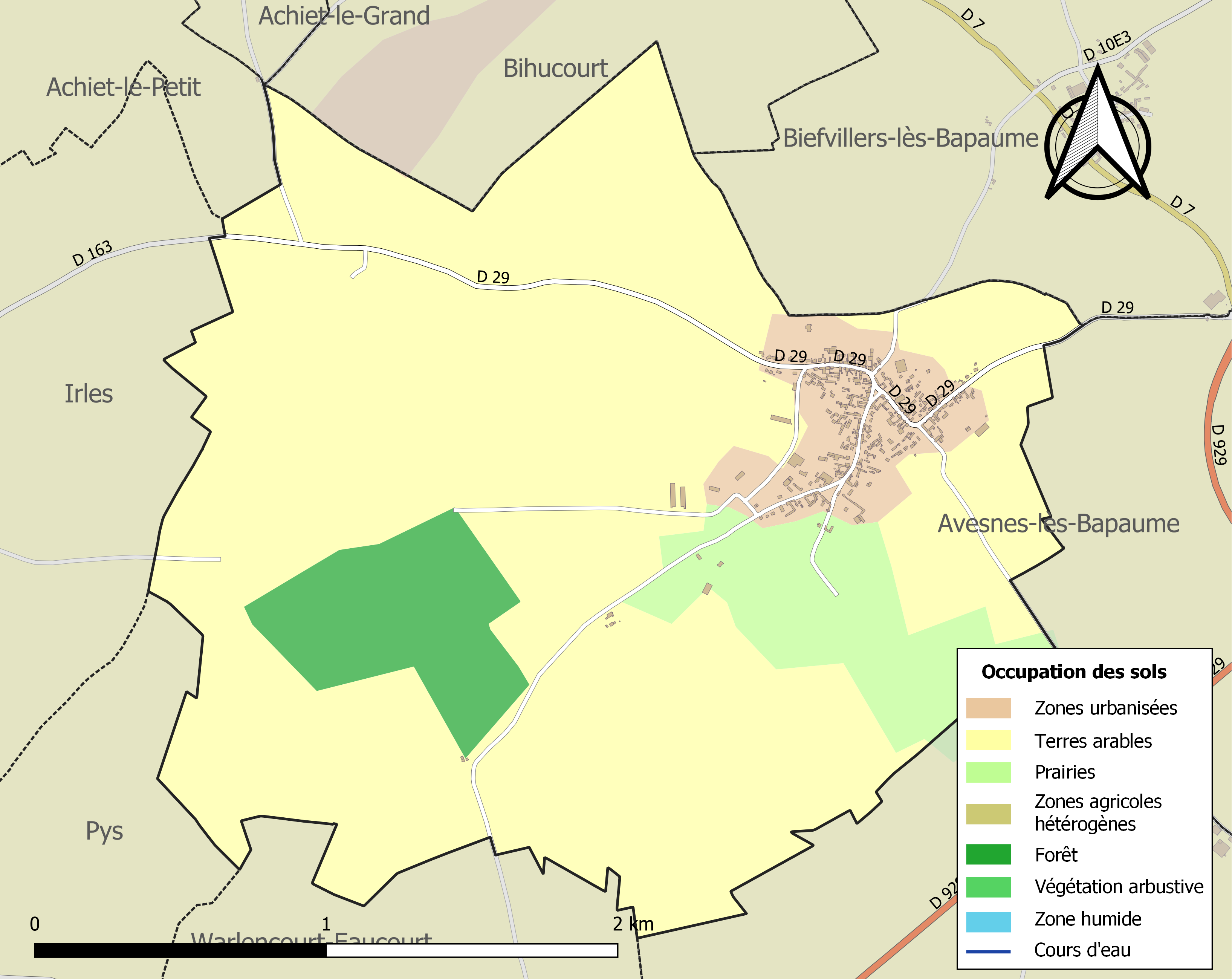
Carte des infrastructures et de l'occupation des sols de la commune en 2018 (CLC).

### Voies de communication et transports

#### Voies de communication
La commune est desservie par la route départementale D 29.

#### Transport ferroviaire
La commune se trouve à 6 km au sud-ouest de la gare d'Achiet, située sur la ligne de Paris-Nord à Lille, desservie par des TGV inOui et des trains régionaux du réseau TER Hauts-de-France.

## Toponymie
Le nom de la localité est attesté sous les formes Gresviler en 1145 (abb. d'Eaucourt), Grizvileir au XIIe siècle (cart. de Saint-Vaast, p. 281, Grieviler en 1207 (cart. du chap. d'Arr., fo 24 ro ), Greviler en 1301 (chap. d'Arr., Petit et Grand Commun), Griviller en 1330 (ch. d'Art., A. 510), Glevillers 1375 (Arch. nat., J. 790, no 28), Grevillés en 1718 (Arch. nat., Q1. 915); Grevillers en 1793 ; Grevillers et Grévillers depuis 1801.
Selon Maurits Gysseling, Grévillers proviendrait du latin médiéval « grīsum villare », ferme grise.

## Histoire

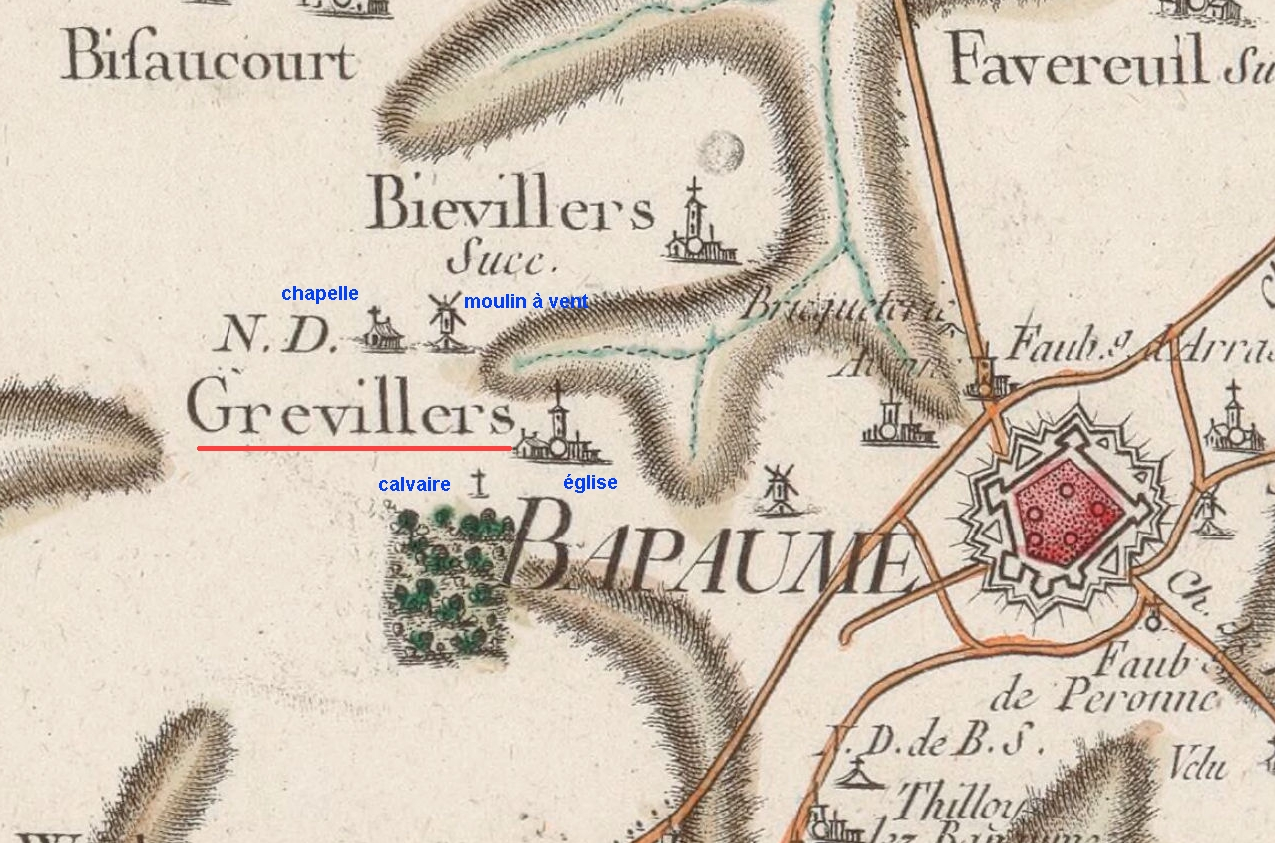
Carte de Cassini du secteur vers 1750.

La carte de Cassini ci-contre montre, qu'au XVIIIe siècle, Grévillers est une paroisse située sur une hauteur entre deux vallées dans lesquelles est figuré un ruisseau qui est tari aujourd-hui.
Un moulin à vent en bois fonctionnait au nord-ouest près de la Chapelle Notre-Dame aujourd'hui disparue. Son nom est évoqué dans le lieu-dit Fond de la chapelle. Au sud est représenté un calvaire en pierre.
Avant la Révolution française, Grévillers était le siège d'une seigneurie.
Vers 1550, Wallerand Obert est seigneur de Mazinghem à Lillers, Gaudiempré, Grévillers, Villers. Fils de Guillaume, seigneur de Cauroy et de Charlotte de la Vacquerie, il nait à Beaurains, devient bourgeois d'Arras le 29 octobre 1556, conseiller au conseil provincial d'Artois, déclaré noble par lettres de Philippe II, confirmées par deux sentences rendues au conseil d'Artois les 18 août 1585 et 24 mars 1589. Également conseiller du roi Philippe II, procureur général en la province d'Artois, il fait son testament à Arras le 7 septembre 1611 et meurt le 5 décembre 1613. Il épouse le 4 mars 1556 ou 4 mars 1566 Marie Le Prévost, d'une famille d'Arras. Devenu veuf, il prend pour femme le 16 novembre 1595 Gertrude de Bernemicourt, fille de Claude, seigneur de Fouquières, laquelle se marie ensuite avec Florent de Belvalet, écuyer. Elle meurt le 1er avril 1636 et est inhumée dans la Cathédrale Notre-Dame-en-Cité d'Arras.
Ghislain Obert, écuyer, est seigneur de Grévillers, Chaulnes, Petit-fils de Wallerand, fils de Louis, écuyer, puis chevalier, seigneur de Mazinghem, Gaudiempré. Iicencié es lois, bourgeois d'Arras, procureur général d'Artois, et de Marie Le François, il naît à Arras, devient bourgeois de Lille le 31 octobre 1637 et meurt en 1641. Il épouse à Lille en juin 1626, Florence de Landas (1602-1666), sœur de Marie, mariée à Alexandre Obert, frère de Ghislain et seigneur de Burbure, Mazinghem. Née le 16 mai 1602, l'épouse meurt le 16 mai 1666, à l'âge de 64 ans.
Louis-François Obert (1627-1703), écuyer, est seigneur de Grévillers après son père Ghislain. Baptisé à Lille le 10 mai 1627, il meurt le 22 juillet 1703, à 70 ans. Il se marie avec Hélène-Florence de Lannoy, morte en septembre 1721, fille de Gilbert, écuyer, seigneur de Courtembus (sur La Chapelle-d'Armentières).
En 1761, Aimable-Amand-Joseph Obert (1724-1794), écuyer, est seigneur de Grévillers. Il est le fils de Maximilien-François Obert, écuyer, seigneur de Courtembus (sur La Chapelle-d'Armentières) et de Marie-Françoise d'Hangre, et petit-fils de Louis-François ci-dessus. Il naît à La Chapelle-d'Armentières en décembre 1724 ou le 29 janvier 1732 et meurt à Armentières le 25 nivôse an II (14 janvier 1794). Il épouse par contrat passé à La Chapelle-d'Armentières le 28 novembre 1761 Marie-Augustine Déliot (1737-1820), fille d'Hippolyte-Joseph-Ignace Déliot, écuyer, seigneur des Roblets, de la Croix, bourgeois de Lille, marguillier de La Madeleine, et de Marie-Joseph-Colette Petitpas, dame de Carnin. Aimable Amand Joseph Obert est administrateur de la Noble famille à Lille (institution recueillant des jeunes filles nobles tombées dans l'indigence) en 1785. Sa femme est baptisée à Lille-La Madeleine le 26 juillet 1737, est veuve en 1861 de Jean-Barthélémi-Hippolyte, baron de Vitry, et meurt à Armentières le 9 mai 1820.
Hippolyte-Maximilien-Joseph Obert (1763-1835), succède à son père Aimable-Armand-Joseph en tant que seigneur de Grévillers. Baptisé à Bapaume le 8 février 1763, il meurt le 6 juillet 1835 à 72 ans. Il prend pour femme Marie-Françoise-Barbe (1762-1838), marquise d'Aoust, fille de Jacques-Eustache-Joseph, marquis d'Aoust seigneur de Jumelles (Jumel? Jumelles?) et de Joséphine-Barbe Van Zuutpeene. Baptisée à Ypres le 28 juillet 1762, elle meurt le 4 janvier 1838, à 75 ans, sans enfants.
Xavier Obert (1777-1848), fils d'Aimable-Amand, frère d'Hippolyte-Maximilien-Joseph, chevalier, est seigneur de la Mairie, de Grévillers. Il naît à La Chapelle d'Armentières le 3 février 1777 et meurt le 4 juillet 1848, à l'âge de 71 ans. Il effectue une carrière militaire. Il entre dans le 3e régiment de hussards le 14 thermidor an VII (1er août 1799), effectue cinq campagnes de guerre dans les années qui suivent, est blessé par une balle au visage à la bataille d'Elchingen du 22 vendémiaire an XIV (14 octobre 1805). Sa blessure lui cause une gêne permanente au niveau du visage et des mâchoires. Elle lui vaut d'être mis à la retraite. et il est nommé chevalier de la Légion d'honneur le 14 mars 1806. Il épouse à Lille le 5 pluviôse an X (25 janvier 1802) Marie-Marguerite-Joseph le Prevost de Basserode, fille de Pierre-François-Joseph et de Marie-Françoise Le Sage. L'épouse nait à Walcourt le 14 mai 1775 et meurt sans enfants les 24 mars 1853, à 77 ans,.

### Première Guerre mondiale
Pendant la Première Guerre mondiale, dès septembre 1914, le village est occupé par les Allemands. Les habitants vivront pendant deux ans sous le joug de l'occupant avec brimades, requisitions, travaux forcés…. Dauthuille, habitant de Grévillers réfugié à Niort, a relaté, dans un cahier conservé aux Archives de la Charente, toutes les souffrances endurées par les Grévillois pendant cette période. Ce recueil est consultable sur le site de la Bibliothèque nationale de France (BnF).
Le village, évacué de ses habitants, rasé par les Allemands en février 1917 avant leur retrait sur la ligne Hindenburg, passe aux mains des troupes britanniques jusqu'en mars 1918 où il repassera de nouveau sous le contrôle des Allemands lors de l'offensive du Printemps. Ce n'est que fin août 1918 que le secteur sera définitivement libéré.
Le village est complètement détruit. Peu à peu les habitants reviendront de leur lieu d'évacuation et commenceront, avec l'aide des dommages de guerre, une période de reconstruction qui durera plus de dix ans.
La commune est décorée de la croix de guerre 1914-1918 par décret du 23 septembre 1920, distinction également attribuée à 276 autres communes du Pas-de-Calais.

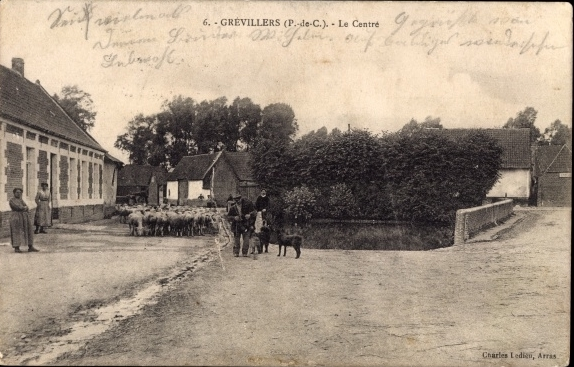
Une carte postale du village avant 1914.
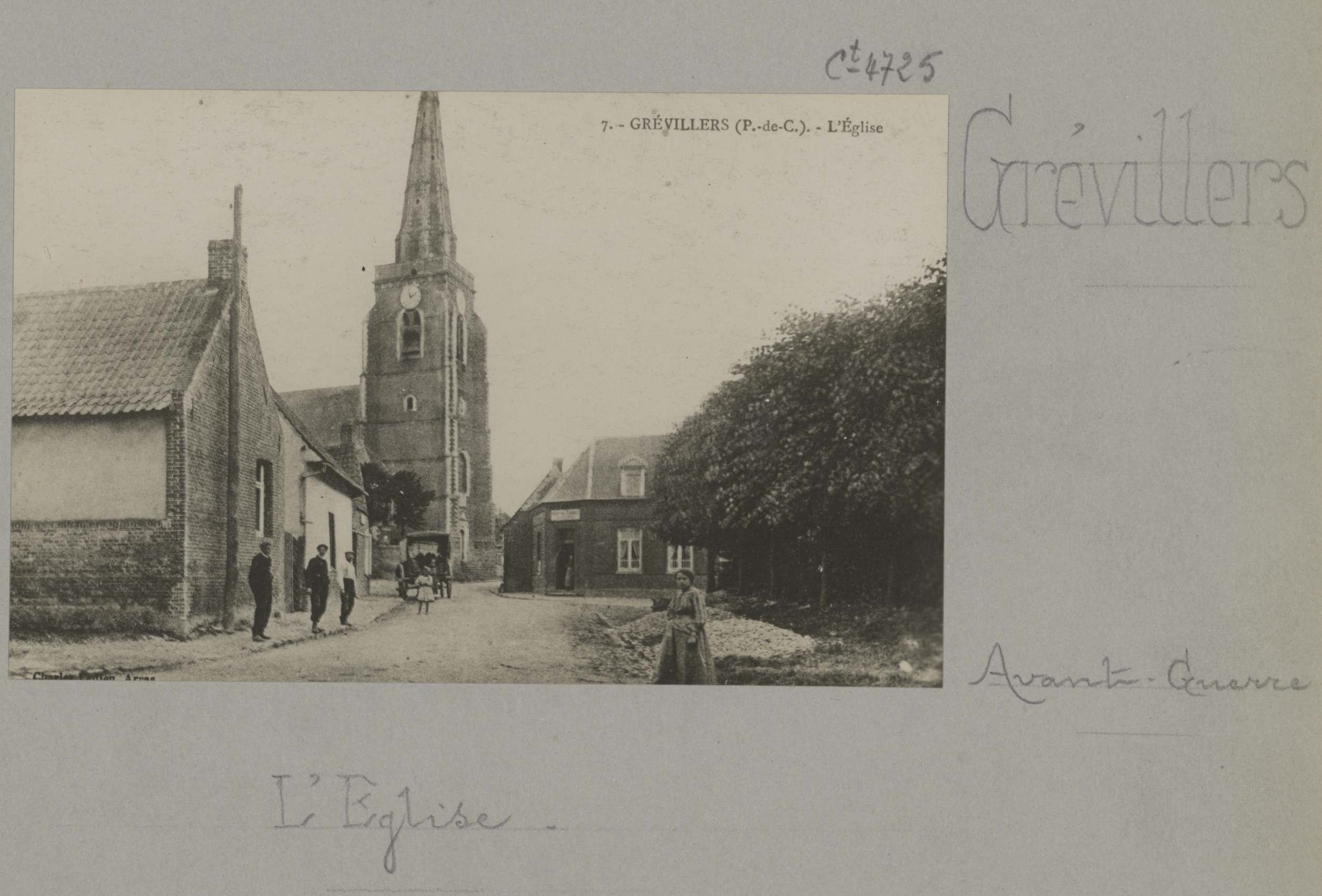
Une vue de l'ancienne église détruite en 1917.
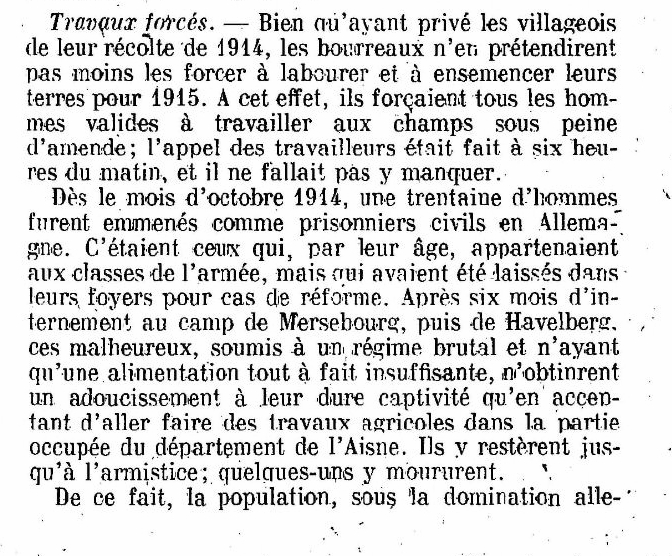
L'extrait du texte de P. Dauthuille.
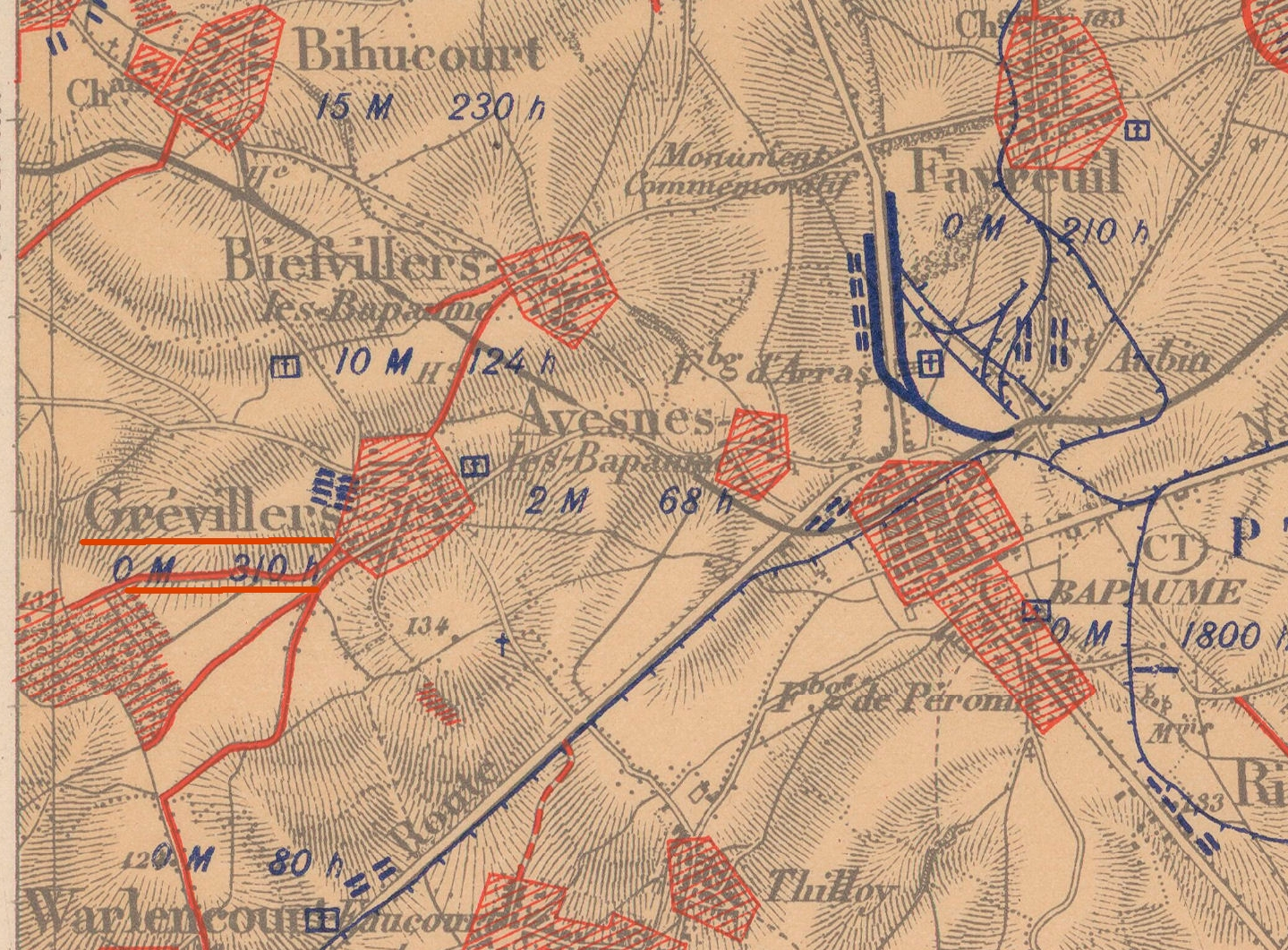
La carte des régions dévastées.

## Politique et administration

### Découpage territorial
La commune se trouve dans l'arrondissement d'Arras du département du Pas-de-Calais, depuis 1801.

#### Commune et intercommunalités
La commune est membre de la communauté de communes du Sud-Artois.

#### Circonscriptions administratives
La commune est rattachée au canton de Bapaume, depuis 1801.

#### Circonscriptions électorales
Pour l'élection des députés, la commune fait partie de la première circonscription du Pas-de-Calais.

### Élections municipales et communautaires

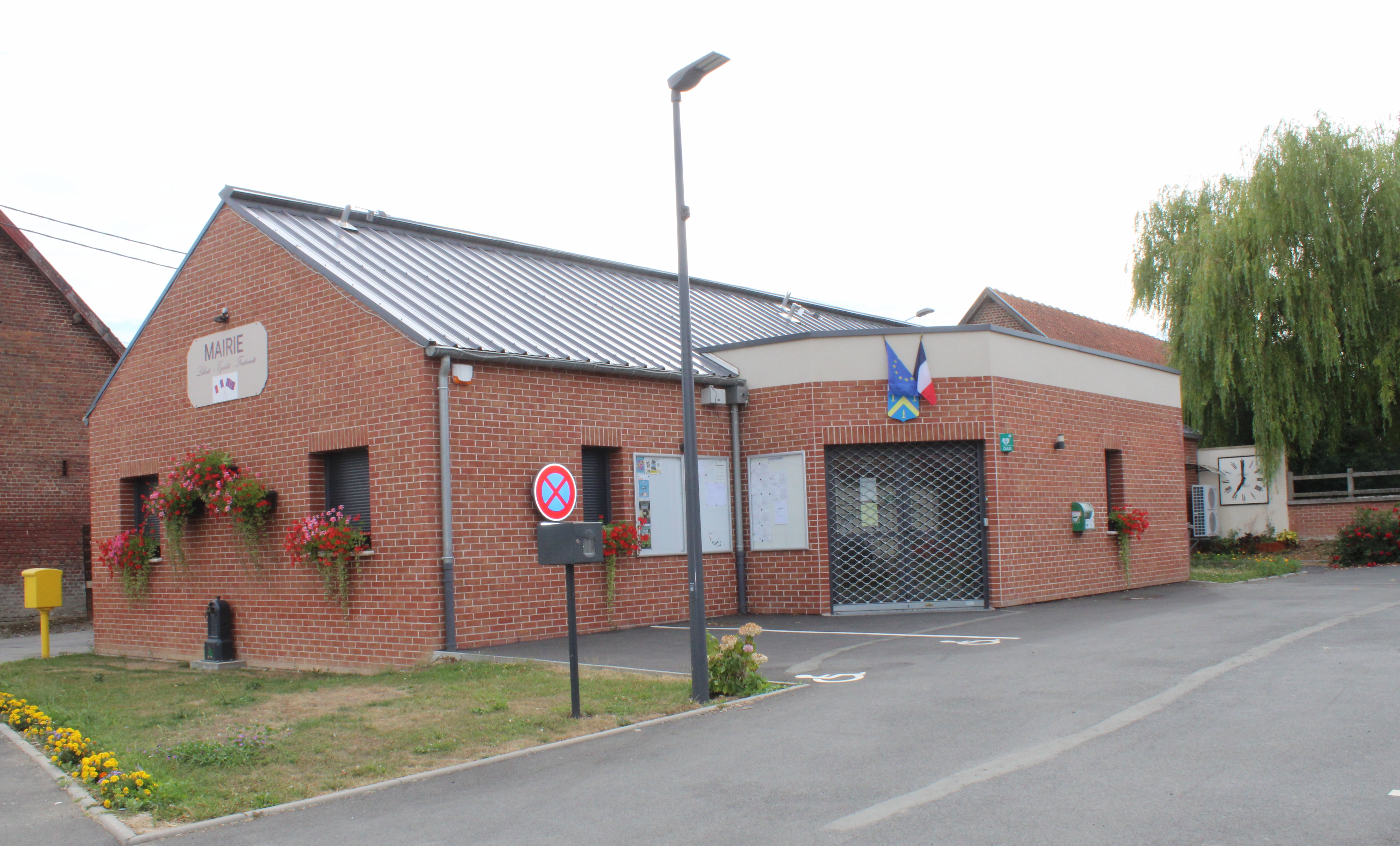
La mairie.

#### Liste des maires
| Période                                  | Période                       | Identité           | Étiquette | Qualité                                       |
| ---------------------------------------- | ----------------------------- | ------------------ | --------- | --------------------------------------------- |
| Les données manquantes sont à compléter. |                               |                    |           |                                               |
| 1912                                     | 1920                          | Guislain Frère     |           | Cultivateur                                   |
| mars 2001                                | 2014                          | Paul Lequette      |           |                                               |
| 2014                                     | En cours (au 15 janvier 2015) | Jean-Pierre Lorent |           | Ancien cadre, Réélu pour le mandat 2020-2026, |

## Équipements et services publics

### Enseignement
La commune est située dans l'académie de Lille et dépend, pour les vacances scolaires, de la zone B.
Elle administre une école primaire en regroupement pédagogique intercommunal (RPI 96).

### Justice, sécurité, secours et défense
La commune dépend du tribunal judiciaire d'Arras, du conseil de prud'hommes d'Arras, de la cour d'appel de Douai, du tribunal de commerce d'Arras, du tribunal administratif de Lille, de la cour administrative d'appel de Douai, du pôle nationalité du tribunal judiciaire d'Arras et du tribunal pour enfants d'Arras.

## Population et société

### Démographie
Les habitants de la commune sont appelés les Grévillois.

#### Évolution démographique
L'évolution du nombre d'habitants est connue à travers les recensements de la population effectués dans la commune depuis 1793. Pour les communes de moins de 10 000 habitants, une enquête de recensement portant sur toute la population est réalisée tous les cinq ans, les populations de référence des années intermédiaires étant quant à elles estimées par interpolation ou extrapolation. Pour la commune, le premier recensement exhaustif entrant dans le cadre du nouveau dispositif a été réalisé en 2008.

En 2022, la commune comptait 354 habitants, en évolution de −3,01 % par rapport à 2016 (Pas-de-Calais : −0,72 %, France hors Mayotte : +2,11 %).
| 1793 | 1800 | 1806 | 1821 | 1831 | 1836 | 1841 | 1846 | 1851 |
| ---- | ---- | ---- | ---- | ---- | ---- | ---- | ---- | ---- |
| 658  | 680  | 738  | 675  | 755  | 762  | 800  | 776  | 785  |

| 1856 | 1861 | 1866 | 1872 | 1876 | 1881 | 1886 | 1891 | 1896 |
| ---- | ---- | ---- | ---- | ---- | ---- | ---- | ---- | ---- |
| 759  | 796  | 804  | 730  | 736  | 711  | 681  | 668  | 606  |

| 1901 | 1906 | 1911 | 1921 | 1926 | 1931 | 1936 | 1946 | 1954 |
| ---- | ---- | ---- | ---- | ---- | ---- | ---- | ---- | ---- |
| 612  | 622  | 558  | 354  | 395  | 368  | 330  | 334  | 346  |

| 1962 | 1968 | 1975 | 1982 | 1990 | 1999 | 2006 | 2008 | 2013 |
| ---- | ---- | ---- | ---- | ---- | ---- | ---- | ---- | ---- |
| 363  | 362  | 331  | 330  | 326  | 331  | 364  | 373  | 372  |

| 2018 | 2022 | - | - | - | - | - | - | - |
| ---- | ---- | - | - | - | - | - | - | - |
| 364  | 354  | - | - | - | - | - | - | - |

#### Pyramide des âges
En 2018, le taux de personnes d'un âge inférieur à 30 ans s'élève à 29,2 %, soit en dessous de la moyenne départementale (36,7 %). À l'inverse, le taux de personnes d'âge supérieur à 60 ans est de 26,4 % la même année, alors qu'il est de 24,9 % au niveau départemental.
En 2018, la commune comptait 187 hommes pour 177 femmes, soit un taux de 51,37 % d'hommes, largement supérieur au taux départemental (48,50 %).
Les pyramides des âges de la commune et du département s'établissent comme suit.
| Hommes | Classe d’âge | Femmes |
| ------ | ------------ | ------ |
| 1,1    | 90 ou +      | 1,7    |
| 8,6    | 75-89 ans    | 10,2   |
| 16,0   | 60-74 ans    | 15,3   |
| 26,2   | 45-59 ans    | 23,2   |
| 19,3   | 30-44 ans    | 20,3   |
| 11,2   | 15-29 ans    | 13,6   |
| 17,6   | 0-14 ans     | 15,8   |

| Hommes | Classe d’âge | Femmes |
| ------ | ------------ | ------ |
| 0,5    | 90 ou +      | 1,6    |
| 5,6    | 75-89 ans    | 8,9    |
| 16,7   | 60-74 ans    | 18,1   |
| 20,2   | 45-59 ans    | 19,2   |
| 18,9   | 30-44 ans    | 18,1   |
| 18,2   | 15-29 ans    | 16,2   |
| 19,9   | 0-14 ans     | 17,9   |

## Culture locale et patrimoine

### Lieux et monuments
- L'église Saint-Martin, reconstruite après la Première Guerre mondiale[45]. Elle héberge deux éléments patrimoniaux, répertoriés dans la base Palissy, classés au titre d'objet des monuments historiques[46].
- Le monument aux morts[47].
- Le cimetière militaire britannique et le mémorial néo-zélandais.

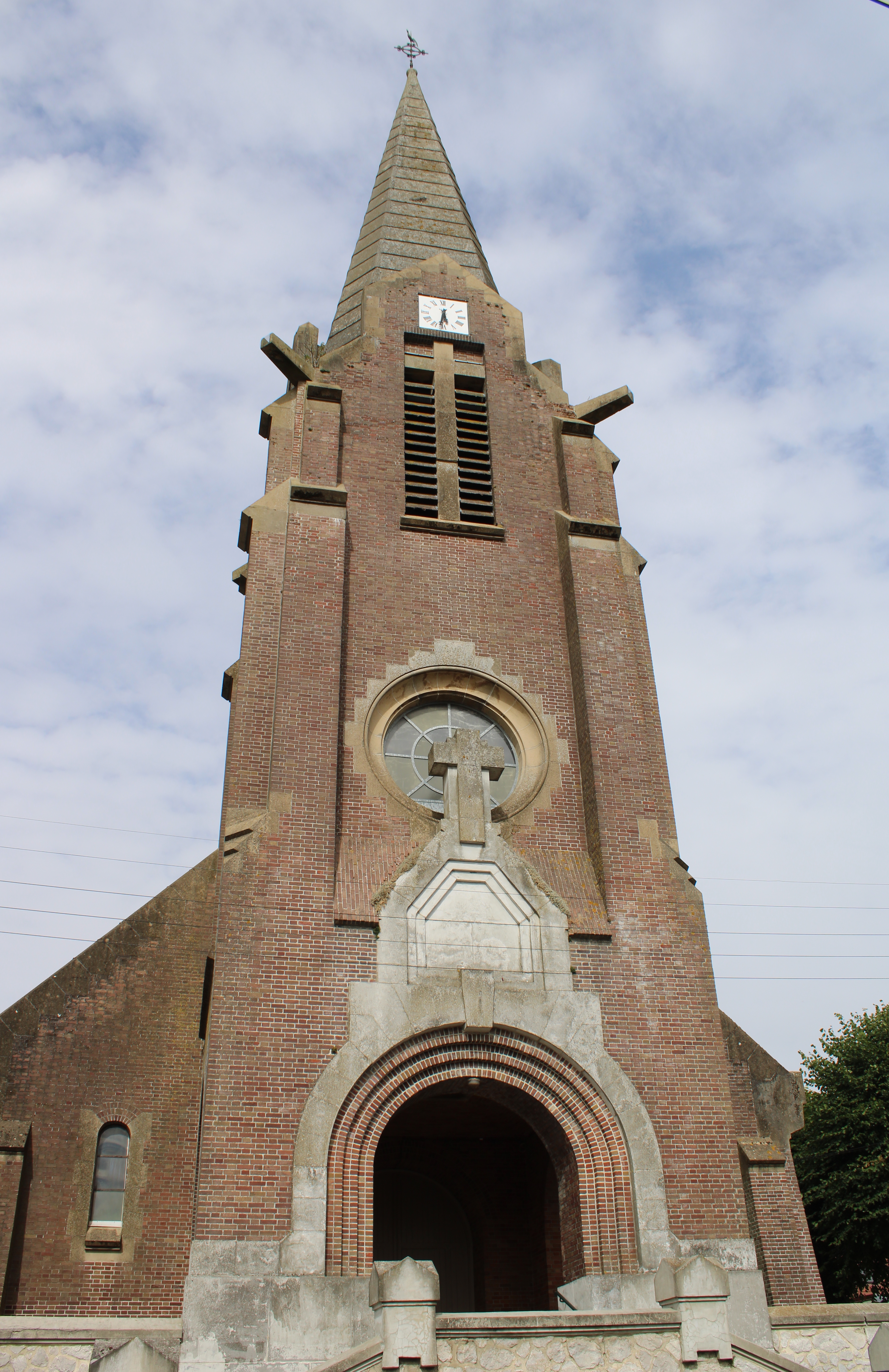
L'église Saint-Martin.
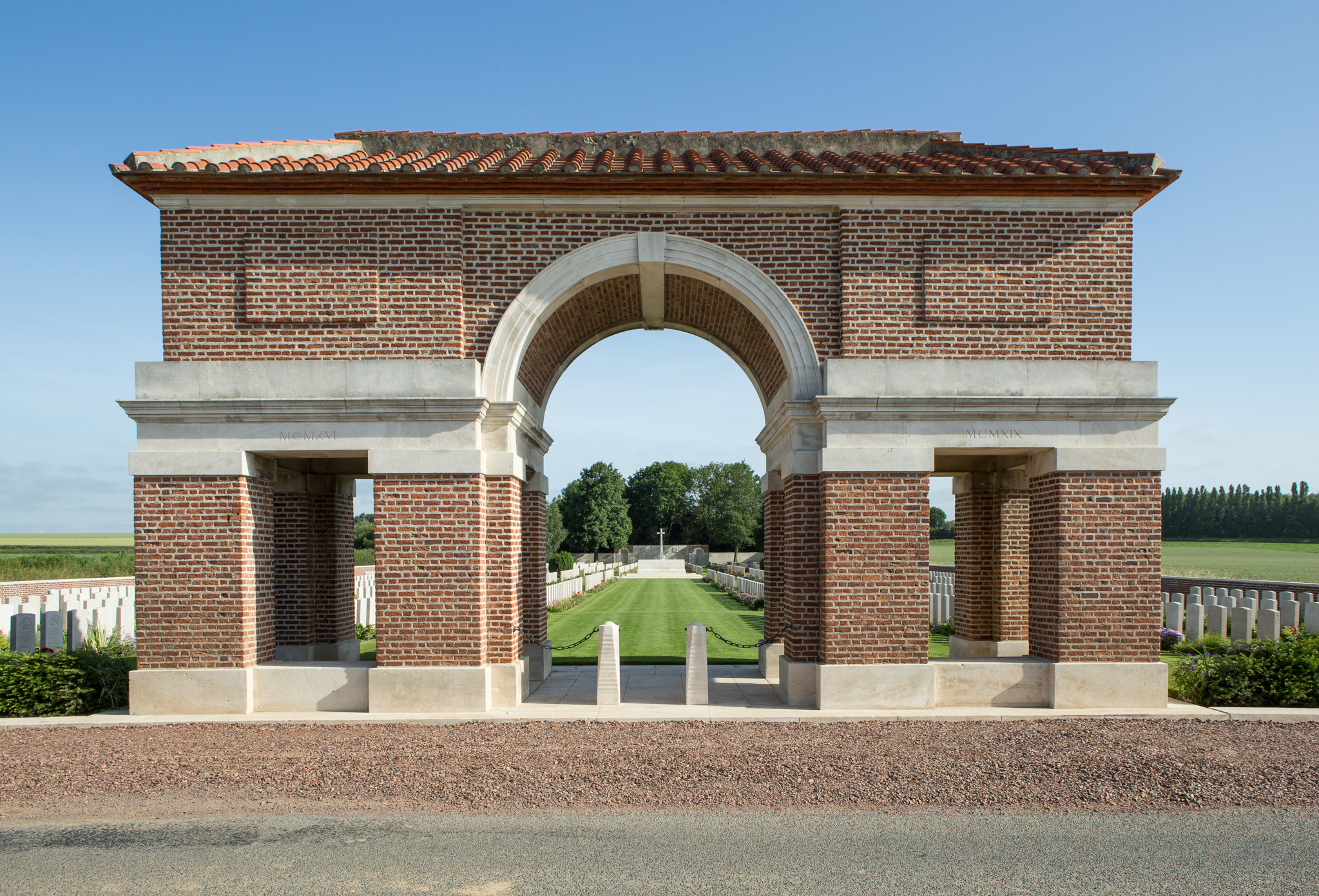
Le cimetière militaire britannique.
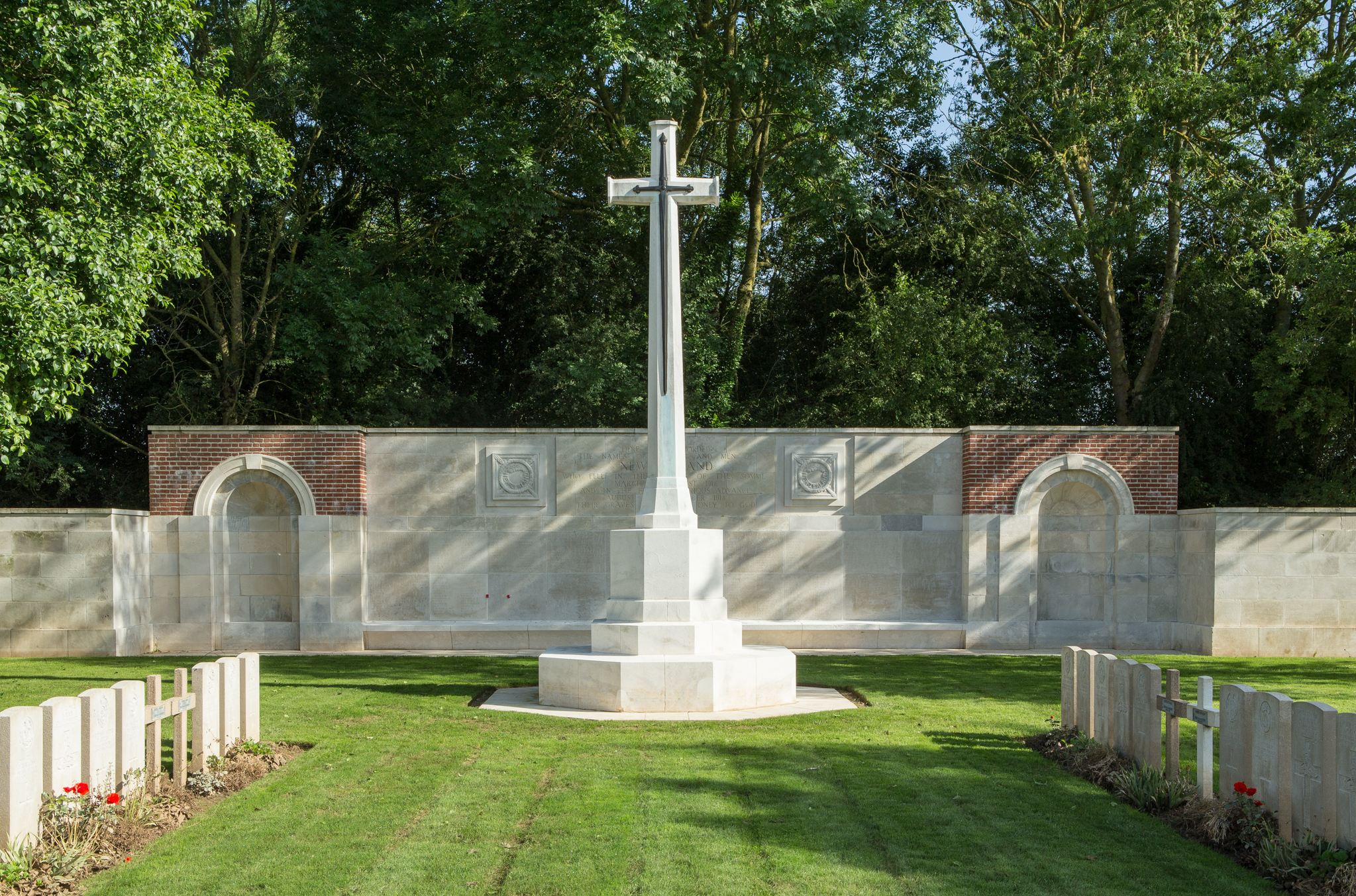
Le mémorial néo-zélandais.
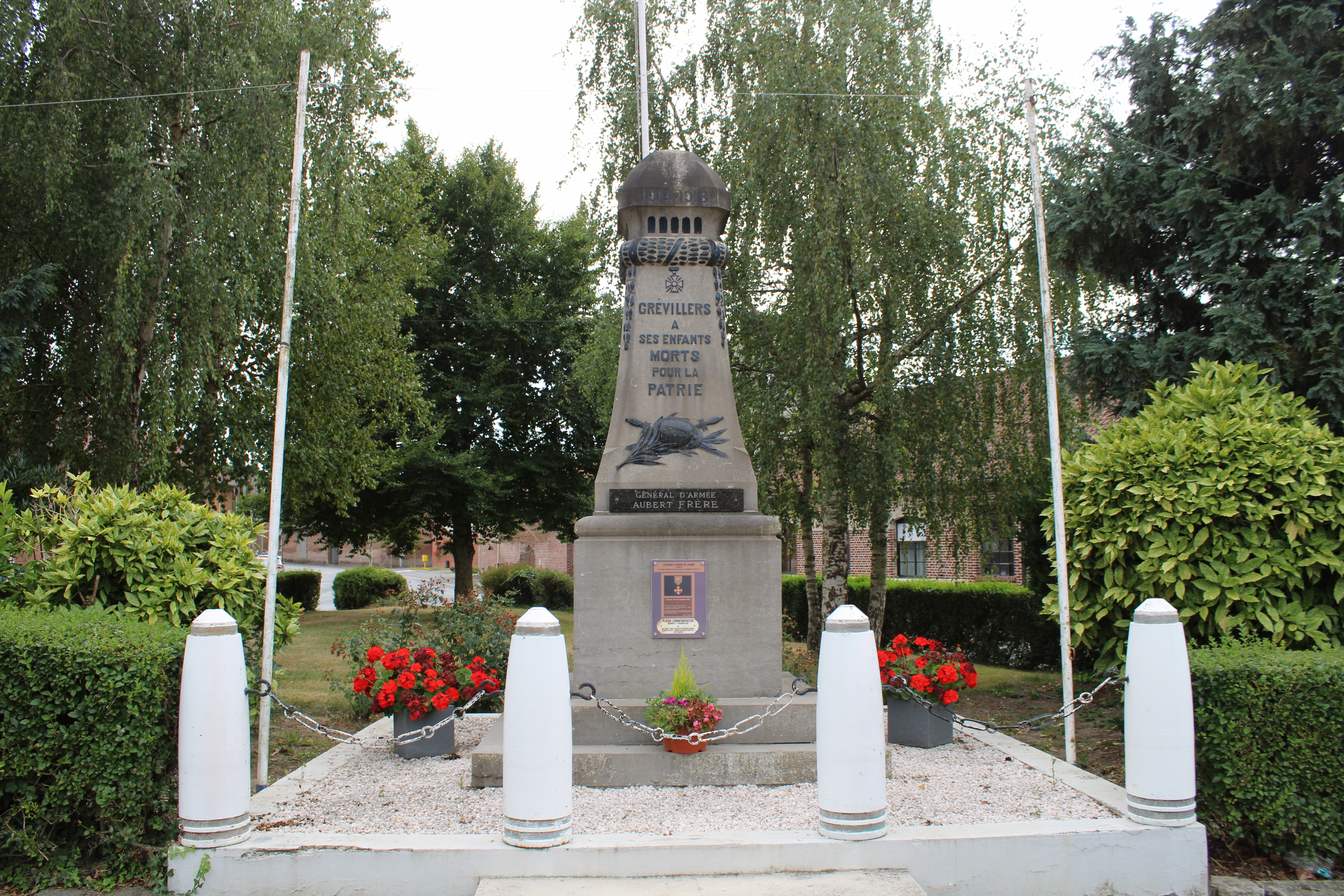
Le monument aux morts.

### Personnalités liées à la commune
- Aubert Frère (1881-1944) général français, Il dirige l'Organisation de résistance de l'Armée (ORA) en 1942, né à Grévillers et mort au camp de concentration de Natzweiler-Struthof.
- Charles Fleming (en) (1887-1918), militaire britannique mort dans la commune pendant la Première Guerre mondiale.
- Otto Parschau (1890-1916), pilote prussien mort dans la commune pendant la Première Guerre mondiale.
- Samuel Forsyth (en) (1891-1918), militaire néo-zélandais mort dans la commune pendant la Première Guerre mondiale.

### Héraldique, logotype et devise
| Blason de Grévillers | Blason  | D'azur au chevron d'or accompagné de trois chandeliers d'or. Ornements extérieursCroix de guerre 1914-1918 |
| Blason de Grévillers | Détails | Le statut officiel du blason reste à déterminer.                                                           |

## Pour approfondir